# 福山雅治 福のラジオ
『福山雅治 福のラジオ』（ふくやままさはる ふくのラジオ）は、TOKYO FMの制作により2015年12月5日からJFN系列38局フルネットで毎週土曜14時台に放送されているラジオ番組である。
1996年4月7日から2015年11月29日までの番組タイトルは『福山雅治のSUZUKI Talking F.M.』（ふくやままさはるのスズキ トーキング エフエム）として、スズキの一社提供により、三重エフエム放送を除くJFN系列37局ネット（2015年11月時点）で毎週日曜16時台に放送されていた。なお、番組タイトル内の「F.M.」とはFMラジオと Fukuyama Masaharu のイニシャルにかけている。この日曜16時台に放送されていた『Talking F.M.』についてもこの項で述べる。
2015年7月19日の放送で放送1000回を達成した。

## 概要
2年間放送された『Original Love SUZUKI SONG FOR LOVERS』（1994年4月3日 - 1996年3月31日）の後番組として『福山雅治のSUZUKI Talking F.M.』を1996年4月7日に放送開始。スズキ一社提供JFN系列日曜16時台の番組としては『大江千里のSUZUKI STATIONKIDS』から数えて3代目となった。
後述の各コーナーと福山の楽曲で構成されるほか、ゲストが登場することもあった。
2002年9月までは日曜午後の放送レーベルである『TOKYO FM LOVE STATION』に内包されていた。
2015年11月22日の放送で、同年12月5日から放送時間が日曜16時台から土曜14時台へ移動、及び番組タイトルが変更になることが発表された。これにより19年8か月放送してきた日曜16時台での『Talking F.M.』は終了することになった一方、長年日曜16時台に自社制作番組『おもいっ気りサンデー』などを放送していた三重エフエム放送でも土曜14時台への移動に伴い、番組タイトル変更後の本番組が開始されることになった。
枠移動後の初回放送では都内某所から生放送が行われ、新しい番組タイトルが『福山雅治 福のラジオ』に決定したほか、公式ホームページ・公式Twitterが番組タイトル変更と同時にオープンしたことも発表された。

## 主なコーナー
「ふつおたReading」と「ひとこと本音」以外は週によって異なり、毎回違う。福山が連続ドラマや映画に出演している際には、その感想を紹介したり収録の裏話などを披露するコーナーが主となる。
ふつおた Reading
その名の通り普通のお便り紹介コーナー。夏休み期間中などには子供の投稿を紹介する「ふつおたKIDS」が放送される。
主婦・雅子のTalking F.M.
福山扮する「男心の分かる主婦」雅子が女性リスナーの悩みに答える（雅子でいる間は、自分の個人的な意見を述べる際は「雅治さんは…」といった形で話す）。が、時々雅子であることを忘れ、福山雅治としてコメントしてしまうことも。なお、福山いわく「雅子のイメージは黒木瞳」「Cカップ」「永遠の37歳」。今浪がメールを読み上げた後、雅子が「ズバリ、言ってもいい？」と一言断り、今浪が「どうぞ」または「お願いします」と言うと「○○ちゃん（ラジオネーム）、～よ」と意見をズバリと述べる。2008年に入ってからは下記のようにテーマが細分化されており、相談の内容によってはおよそ日曜夕方のFM番組とは思えないような方向へ話が発展することがある。この番組で一番人気のコーナーだったが2012年に後述のホテル福山が開始して以来人気を奪われ、2012年5月6日の放送をもってコーナーが終了した。
- 雅子アンチエイジング - 健康 に関する悩み相談
- 雅子アンダーウェア - 下着に関する悩み相談
- 雅子ベッドルーム - 夫婦の夜の生活に関する悩み相談
- 雅子ゴーズ・トゥ・ハリウッド - いわゆる「ギョーカイ」関係者を旦那に持つ妻の悩み相談
- 雅子ロビン・ウィリアムス - 女学生の恋に関する悩み相談
- 雅子オンデマンド - 思春期の青少年を息子に持つ母親の悩み相談
- 雅子ダ・ヴィンチ・コード - 家族の誰にもいえない秘密をお持ちの主婦の悩み相談
- 雅子ホームズ - 不動産、家の建築に関する相談
- 雅子リアルプラン - 資産運用、保険のプランに関する相談
- 雅子ライフプランニング - 人生設計に関する相談

スター☆雅秋の相談室
福山雅治扮する福山雅秋が、「妻が福山雅治を愛しすぎていて、自分の立場がない！」という夫の悩みに答える。ただし雅秋自身はその悩みをどうすることもできないため、主に聞くだけのコーナーとなる。
マサコーポ 〜ほろり一人ぼっち…〜
「主婦雅子」からの派生コーナー。「〜コーポ」や「〜ハイム」に一人暮らし…という大人の独身女性の悩みに雅子が答える。
どぎゃんもこぎゃんもホットライム
記憶に残る「アツい一言」を紹介し、「グラフガールズ」が判定する。当初は恋愛関連の台詞だったが、最近では中高生の部活でのエピソードが多い。
5時まで討論会
旦那達のバラッド〜今一度妻を口説こう〜
普段は照れくさくて言えない、世の夫達の妻への愛情と感謝のメッセージを紹介するコーナー。いい夫婦の日（11月22日）にちなんで22日に最も近い日曜日に放送されることが多い。福山曰く九州男児は正面を切って愛の告白をすると逮捕されるが、このコーナー内は超法規的空間なので告白してもよい。関東と九州ではやはり文章に地方格差がある。なお、父の日などの直前には逆に妻が夫に愛情メッセージを送るコーナーとして放送されることもある。
大恋愛 恋のビッグバン
その名の通り、リスナーから寄せられたドラマの様な大恋愛を紹介する。このコーナーと「ホットライム」のコーナータイトルは福山が適当に歌ったものが使用されている。以前は「大秘密 恋のスイスバンク」などの派生コーナーがあった。
福山出戻り物語→福山警察24時→ホテル福山～第三京浜港北インター降りてすぐ→Hotel de 福山
以前は福山ファンだったのだが、何らかの理由で他のミュージシャンや俳優、アスリートなどに「浮気」をしてしまい、しかしまた福山のもとに戻ってきた「シャケリスナー」からの告白を紹介するコーナー。予想を上回る反響に福山は心を痛めた。テーマ曲は島津ゆたか『ホテル』。
Hotel de 福山 ANNEX 妄想の間
Hotel de 福山から派生したコーナー。リスナーと福山の妄想告白を紹介するコーナー。テーマ曲は井上陽水『リバーサイドホテル』。
だから福のラジオにメールしました
誰にどう打ち明けていいかわからない、気持ちのやり場が定まらないままのメールを受け付けるコーナー。メールは必ず「だから福のラジオにメールしました」で締めるのがお約束。
ましゃ百景〜毎日が福山記念日〜
リスナーの人生と福山の曲が交差した日のエピソードを紹介するコーナー。
新曲一問一答
新曲をFM初OAする際に行われる。タイトルの表記、参加メンバー、使用ギター・使用コード、カラオケ時に気をつけること、頑張ったポイントなどが披露される。
ひとこと本音（エンディング時）
他、福山が誕生日を迎えたとき占い師がゲスト出演し、福山の運勢を占うこともある。
その他にもコーナーは多数ある。

## あだ名
番組の最中に福山や今浪のあだ名が付けられることが多いが、翌週以降使われることはほとんどない。下にいくつかの例をあげる。
福山
- ギター☆タロー
- カルボナーラ福山

今浪
- ゴルゴンゾーラ

## ネット局
全国38局ネット（2015年12月から）。
- TOKYO FM（制作局）
- AIR-G'
- AFB
- FM IWATE
- Date FM
- AFM
- Rhythm Station
- ふくしまFM
- FMぐんま[7]
- RADIO BERRY
- FM-NIIGATA
- FM長野
- FMとやま
- HELLO FIVE
- FM福井
- FM GIFU（開局当日の2001年4月1日放送分からネット開始）
- K-mix[8]
- FM AICHI
- レディオキューブ FM三重（2015年12月5日放送分からネット開始）[3]

- e-radio（開局当日の1996年12月1日放送分からネット開始）
- FM大阪
- Kiss FM KOBE[9]（2003年4月6日放送分からネット開始）
- V-air
- FM岡山（開局4日目の1999年4月4日放送分からネット開始）
- HFM
- FMY
- FM徳島
- FM香川
- JOEU-FM
- Hi-Six
- FM FUKUOKA
- FMS
- FM Nagasaki[10]
- FMK
- Air-Radio FM88
- JOY FM
- μFM
- FM沖縄

### 過去にネットしていた局
いずれもAMラジオ局である。
- KBS滋賀・KBS京都（放送開始 - 1996年11月24日放送分、NRN系列の単独加盟局。エフエム滋賀開局により移行[11]）
- 山陽放送[12]（放送開始 - 1999年3月28日放送分、JRN系列の単独加盟局→JRN系列とNRN系列のクロスネット局。16:05 - 17:00の時差ネット、岡山エフエム放送開局により移行）

## 備考
- この本番組の記念すべき第1回放送で最初にOAされた楽曲は、自身の曲「HELLO」だった。現在でも年度最初の回における放送で最初のOA曲として流されることが多々あり、2011年以降では2024年現在8回ある[13]。
- 三重エフエム放送では、『Talking F.M.』時代の2015年11月まではJFN系列で唯一ネットしていなかった。日曜16時台は、開局時から自社制作番組（2018年9月時点では『radio3 SINGLE TOP 30』）が名古屋圏など三重県外でも好評で、自社制作番組が続いていたが[14]、同年12月の本番組における放送時間変更に伴い、同局でもネットが開始されることになった。
  - なお、日曜16時台は2018年9月30日をもって開局以来続いた自社制作番組を終了し、同年10月7日に『ももいろクローバーZのSUZUKI ハッピー🍀クローバー!』のネットを開始し、全てのJFN系列局における日曜16時台の通常編成が同じ編成に統一された（但し、末尾の5分間であるミニ番組は除く）。
- 静岡県のネット局である静岡エフエム放送では、浜松市にスズキ本社があり、主要株主にもスズキの名を挙げている関係か『Talking F.M.』時代からの放送日となる日曜の午前中と13時前、及び番組開始前にも20秒の番宣スポットを流しているが、2015年12月5日放送分からは土曜14時台への枠移動に伴い土曜の早朝と正午前、番組開始前にも20秒の番宣スポットを流している。
- 2001年4月1日放送分[15]からは、時報後、冒頭部分にネットワークジングル（JFN共通ジングル）が流れ始める。ただし、一部のネット局ではオリジナルジングルを使用。だが、制作局のTOKYO FMでは2005年4月にジングルを取りやめている。
- 2003年4月の関東地区での聴取率調査では1.5%と極めて高い数字を記録した。また、広島エフエム放送では、2005年7月の聴取率共同調査で10代に最も聴かれる番組のベスト1に選ばれている。
- 2006年1月1日の放送では『福山雅治のオールナイトニッポンサタデースペシャル・魂のラジオ』（ニッポン放送）のスタッフ（局所属スタッフではなく構成作家）がゲストとして登場しAMとFMの垣根を越えた共演となった。
- 2006年4月分の放送では放送当時の一社提供だったスズキの軽自動車、MRワゴンが当たる懸賞を行った。
- この本番組からの縁なのか、スズキの新型車「SX4」のCMに出演することになり、同社の会長である鈴木修の元へ挨拶に行くが、会長はこの番組のことを知らなかった（本人談）。福山は「多忙な方なので仕方の無いこと」とフォローもしていた。
- 現在、福山が担当しているラジオ番組の中で、一番組として続いているのはこの本番組が最も長い。
- 『Talking F.M.』として放送されていた時代は、始まる前と終わった後に、毎回必ずスズキのCMが入っていた。
- 自身の新曲は先に放送されていた『福山雅治のオールナイトニッポンサタデースペシャル・魂のラジオ』内で初披露される例がほとんどだったので、新聞のラジオ欄には「新曲FM初オンエア」という表現で書かれていることがあった。
  - また、魂ラジで使われていた「(FM) 初ぶっかけ」という表現が使われることもあった。
- 自身のライブ期間中で、開催日と放送日が一致する際には、会場では開演までの間、本番組が流され、番組冒頭で福山本人が会場の観客への呼びかけを行うことが恒例となっている。
- 2000年夏には雑誌『an・an』の企画により中山美穂との公開録音がラフォーレ原宿で行われた。なお、この模様は後日同誌に掲載され中山とのツーショットで表紙も飾った。
- 2007年10月に放送された回では、フジテレビアナウンサーの軽部真一が出演し、局の垣根を越えたコラボレーションを展開した。なお、軽部は後述の50代以上公開録音にも参加している。
- 2011年3月13日は2日前に発生した東日本大震災による報道特別番組により、休止。その翌週の同月20日の放送では生放送が行われた。
- 2012年3月28日にNHK総合で放送された『SONGS』で本番組の収録の様子が放送された。
- ネットラジオでこの番組に関しては当初LISMO WAVEのみの配信だったが[16]、特に2017年3月4日放送分からはradikoプレミアムでも聴取できるようになった。
- 2015年9月10日に40代、50代以上のリスナー限定で公開録音が実施された。9月20日に50代以上、9月27日に40代の様子が放送される。なお40000人の応募があり、そのうち10000人は男性からであった。最高齢は80代の女性。
- 放送日が東日本大震災の発生日にあたる3月11日や、長崎原爆の日である8月9日に直近する場合には、福山本人がこれらの事柄に関して言及することが恒例となっている。後者については、長崎市内にある被爆クスノキを題材にした『クスノキ』を流すことも多々ある。
  - 東日本大震災が発生してから12年を迎えた2023年3月11日の放送では、エンディングの時間に震災が発生した14時46分をまたぐ形で構成作家の今浪と2人で震災復興の現状についてのトークを行ってから、石巻市立住吉中学校体育館で開催した『MEET THE MUSIC LIVE』で披露した『桜坂』のライブ音源を流した。このため、エンディングで通常放送される福山本人による各種告知や番組告知[17]、今週のひとこと本音は休止となった。